# Sœurs de Maryknoll de saint Dominique

Emblème de l'ordre dominicain,

Les Sœurs de saint Dominique de Maryknoll ou simplement les Sœurs de Maryknoll sont une congrégation religieuse féminine catholique, fondée en 1912, qui s'est appelée jusqu'en 1954 les Sœurs de saint Dominique des Missions étrangères.

## Historique
C'est en 1912 que Mary Joseph Rogers (en), devenue Mère Mary Joseph, fonde une communauté missionnaire à Ossining dans le comté de Westchester (État de New York), où se trouvait la société des pères de Maryknoll. Les Sœurs prononcent les trois vœux de religion et suivent les vertus évangéliques, pour se dévouer à la mission en pays pauvres. C'est historiquement le premier institut missionnaire catholique féminin originaire des États-Unis. Elles sont au nombre de mille dans vingt pays en 1955.
En 2023, elles sont un peu moins de trois cents religieuses qui travaillent dans des domaines aussi variés que la médecine, la communication, l'éducation, l'agriculture, les services sociaux, ou la formation spirituelle, et sont présentes dans dix-neuf pays. 

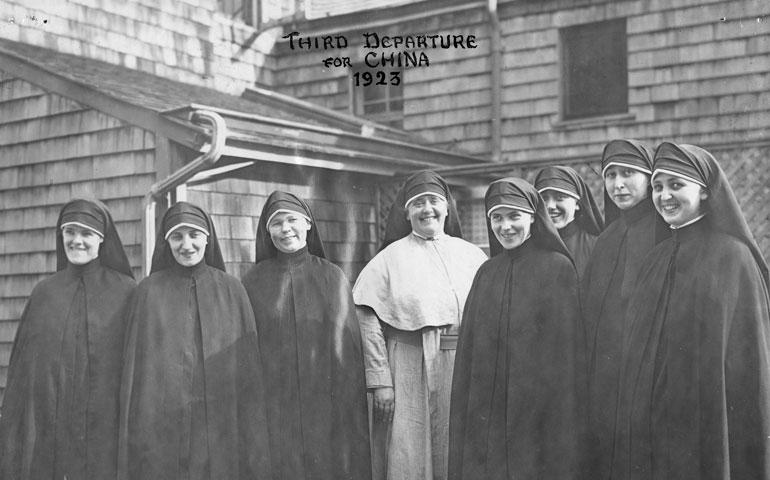
Sœurs de Maryknoll au 3e départ de la mission en Chine, 1923.

Elles ont fondé la Maryknoll Convent School à Kowloon (Hong Kong), le Maryknoll College (devenu le Miriam College) à Quezon, ainsi que la Maryknoll Academy (devenue Maryhill College), à Lucena, aux Philippines.
Elles ont donné la direction de leurs principaux établissements à des laïcs et travaillent dans de petites unités, où elles sont engagées dans la promotion des femmes, la protection de l'enfance, le respect de l'environnement, la défense des droits des indigènes, l'accompagnement des migrants, l'aide aux réfugiés, le soin des malades atteints du Sida.
Elles ont eu trois martyres en 1980 au Salvador : Maura Clarke, Ita Ford et Jean Donovan (cette dernière étant laïque).

## Source
- (en) Cet article est partiellement ou en totalité issu de l’article de Wikipédia en anglais intitulé « Maryknoll Sisters of St. Dominic » (voir la liste des auteurs).